# کورنیه
کورنیه (به ایتالیایی: Cuorgnè) یک کومونه در ایتالیا است که در استان تورین واقع شده‌است.

## خصوصیات
کورنیه ۱۹٫۴ کیلومترمربع مساحت و ۱۰٬۱۴۱ نفر جمعیت دارد و ۴۱۴ متر بالاتر از سطح دریا واقع شده‌است.